# Museo Cappeller
Il Museo Cappeller è un piccolo museo naturalistico situato a Cartigliano, in provincia di Vicenza, all'interno del parco faunistico Cappeller.
Istituito nel settembre 2009 in occasione del bicentenario della nascita del naturalista Charles Darwin (1809-1882), è gestito dalla Fondazione Museo Cappeller.
Il Museo Cappeller è strutturato in due sale: la prima è interamente dedicata all'evoluzione dell'uomo e la seconda, ulteriormente suddivisa in 6 sezioni, in cui sono esposte collezioni di esemplari tassidermizzati. "È un viaggio attraverso i continenti, seguendo le rotte che Darwin percorse con il brigantino Beagle, per scoprire gli animali che li popolano".

## Sala "Preistoria"

### L'origine dell'evoluzione
Alfred Wegener (1880-1930) riuscì a spiegare il perché molti fossili di animali si potevano trovare in continenti anche molto lontano tra loro. Infatti, il geofisico e meteorologo teorizzò che, circa duecento milioni di anni fa, esistesse un unico continente, la Pangea, il quale era circondato da un unico oceano, il Panthalassa.
Il viaggio alla scoperta dell'origine inizia con il più antico primate conosciuto, vissuto 70-65 milioni di anni fa, simile all'attuale tupaia; risalgono infatti a quell'epoca i resti fossili di un animale, Purgatorius, poco più grande di uno scoiattolo, che viveva sugli alberi e aveva caratteristiche anatomiche intermedie tra gli Insettivori e i Primati odierni.
Da questo primate si originarono le antiche proscimmie aventi caratteristiche (lunghe braccia, pollice opponibile, polpastrelli sensibili, ecc.) che li resero agilissimi acrobati nelle foreste.